# Landskap med en gris och en häst
Landskap med en gris och en häst eller Landskap, La Dominique är en oljemålning från 1903 av den franske konstnären Paul Gauguin. Målningen är utställd på Ateneum i Helsingfors sedan 1908.
Gauguin kom för första gången till Tahiti i Franska Polynesien i juni 1891. Han strävade då efter ett primitivt naturtillstånd, ett mänskligt ursprung bortom den industrialiserade västliga civilisationen. Han reste tillbaka till Frankrike sommaren 1893, men återvände redan 1895 till Tahiti och stannade där i relativ isolering till sin död 1903. Under sin sista tid bodde han på ön Hiva Oa där denna målning tillkom, en av Gauguins sista målningar.